# Корм Еклиз
Корм Еклиз (фр. Corme-Ecluse) насеље је и општина у западној Француској у региону Поату-Шарант, у департману Приморски Шарант која припада префектури Сент.
По подацима из 2011. године у општини је живело 1072 становника, а густина насељености је износила 61,29 становника/km². Општина се простире на површини од 17,49 km². Налази се на средњој надморској висини од 15 метара (максималној 33 m, а минималној 5 m).

## Демографија
| 1962. | 1968. | 1975. | 1982. | 1990. | 1999. | 2011. |
| ----- | ----- | ----- | ----- | ----- | ----- | ----- |
| 602   | 627   | 598   | 651   | 686   | 758   | 1.072 |

График промене броја становника у току последњих година